# 法人税法
法人税法（ほうじんぜいほう、昭和40年3月31日法律第34号）は、法人税に関する日本の法律である。
法人の所得等に対する税金である法人税について定められている。
主務官庁は財務省主税局税制第三課と国税庁課税部法人課税課で、徴収実務は国税庁、企画立案を財務省がそれぞれ担当。両課は連携して執行にあたる。

## 概要
広義の所得税とは、個人所得税及び個人以外の事業体の所得税をいう。この広義の所得課税に関する法体系は国によりまちまちで、日本では1940年に所得税法から法人税法が独立し、現在に至るまで別々の法律により規定されているのに対し、アメリカでは一つの法律中に章立てして個人・事業体に関する規定を置く。
事業体に対する課税のあり方には、導管課税(conduit taxation)と実体課税(entity taxation)の2つがある。前者は、組織の稼得する利益を組織段階では課税せず、各構成員段階で課税を行う考え方である。パス・スルー(pass through)課税とも呼ばれる。後者は、組織を実体として捉え、組織そのものを課税対象とする考え方である。なお、この後者のカテゴリーには、REITなどの事業体に適用されるペイ・スルー課税も含まれる。
日本の現在における事業体に対する課税については、導管課税を採っているのは、民法上の組合や商法上の匿名組合などに対してであり、一般的に日本で法人税とは実体課税を指す。

## 歴史
現行法は、所得税法（昭和22年法律第27号）の全部を改正して制定された。近年、商法・会社法改正や会計基準の変更に伴い、改正が急ピッチで進められている。先鞭をつけたのは、平成10年度改正である。この改正では、各種引当金、減価償却やリースなど所得計算の基本的な項目について、大幅な見直しが行われた。また、平成12年度改正では、デリバティブや株式移転・株式交換に関する取扱いが定められた。平成13年度改正では、企業組織再編税制が整備され、合併、分割、現物出資及び事後設立について理論的統一性が図られるとともに、併せて株主に対するみなし配当課税や法人の利益積立金、資本積立金について整理が行われた。さらに平成14年度改正で連結納税制度が導入、平成22年度改正でグループ法人税制が創設された。

## 法人の課税所得の意義

### 経済的基準説
経済的基準説 とは、企業会計における企業利益に対して、法人税法によって加算減算による調整がなされて、その結果として法人の課税所得が求められるとする考え（法人税法22条参照）。法人税法は、確定決算の原則を基本にして、株主総会で確定した数値を前提とし、法人税法上の調整として別表四で加算・減算をするものであると位置付ける。この説によると、所得概念は企業利益であり、法人税法は企業会計の修正規定である。

### 法的基準説
法的基準説は、 日本国憲法が租税法律主義を採用していることを強調している（30条・84条）。この租税法律主義は租税法上の課税所得の概念について、法人税法等の租税実体法自らに課税要件を明確に法定すること（課税要件明確主義・課税要件法定主義）を要請する。そのため、租税実体法たる法人税法は、単に企業利益の修正規定ではなく、法的に課税所得を把握するための根拠規定であり、課税要件を明確に定め、何が課税所得であるかを決定する。
法人税法は法人所得を正面から定義せず、「内国法人の各事業年度の所得の金額は、当該事業年度の益金の額から当該事業年度の損金の額を控除した金額とする。」（法人税法22条（各事業年度の所得の金額の計算）1項）と、益金と損金との差引概念(DeductionConcept)によって定義している。従って、法人の課税所得とは何かを探求するには、法人税法における「益金の額」「損金の額」とは何かを明らかにする必要がある。
また法人に法人格が付与された場合、企業利益（配当可能利益）の測定のために会社法による会社利益の計算（企業会計）に従う必要がある。配当可能利益の測定は資本充実、株主・会社債権者の保護という要請によって貫かれているため、租税公平主義の原則に構成されている税法上の法人所得概念とは本質的な差異がある。
所得概念（経済的概念）が法人税法（租税法）に取込まれて課税要件とされている以上、法的事実としての「所得」の定義は法的視角から論及されるべきである。法的な判断を離れた所得概念の考察は租税法（法律）に対する解釈ではなく、租税法律主義の要請に反する。さらに、企業活動は既存の法秩序を超えて無限的に拡大されていく傾向にあり、単に 企業利益（経済的概念）を法人税法上の所得と捉えることは、企業活動の法的安定性・予測可能性を侵す可能性もあって妥当ではない。
なお、法人税法22条（各事業年度の所得の金額の計算）4項「第2項に規定する当該事業年度の収益の額及び前項各号に掲げる額は、一般に公正妥当と認められる会計処理の基準に従つて計算されるものとする」の解釈について、「一般に公正妥当と認められる」とは、健全な一般社会通念に照らして公正妥当と評価できる基準（健全な簿記会計の習慣）かつ法規範性を有するものに限って会計処理基準として所得を計算することとすることを確認した規定（確認規定）で、この規定によって創設されたもの（創設規定）ではない。

## 法人税法における重要概念
- 益金（法人税法第22条第2項）
- 損金（法人税法第22条第3項）
- 一般に公正妥当と認められる会計処理の基準（法人税法第22条第4項）

## 納税義務者
内国法人は、全世界所得に課税される。外国法人は、国内源泉所得のみに課税される。

### 内国法人
法人税法上の内国法人の分類。次の5つに区分される。
1. 公共法人
2. 公益法人等
3. 人格のない社団等
4. 協同組合等
5. 普通法人

### 外国法人
法人税法上の外国法人の分類。次の4種類に分類している。
1. 公共法人（納税義務無し）
2. 公益法人等
3. 人格のない社団等（法人税法第3条）
4. 普通法人

## 計算方法

### 基本
基本原則は以下の計算式である。これに、特例などを調整する。
法人税額=(益金－損金)×法人税率

### 別段の定め

#### 益金
法人税法等における益金または損金の別段の定め（税法固有の調整項目）としては、例えば次のようなものがある。
受取配当等の益金不算入（法人税法23条、米：Dividends-received Deduction, DRD）
配当は会社の税引後の利益剰余金から株主が受け取るものである。つまり、支払配当は、利子と異なり、支払法人の損金とはならず課税を受けていることになる。これを受け取った法人において、再度課税すると二重課税が生じるため、会計上は収益となる受取配当等の一定額を益金の額に算入（課税所得からマイナス）しないこととされている。

#### 損金
役員給与の損金不算入（法人税法34条）
役員に対する給与（役員報酬、役員賞与）は、次の例外を除き、損金の額に算入しない。
「定期同額給与」、「事前確定届出給与」、「業績連動給与」。いずれも不相当に高額な部分の金額などを除く。
一定の使用人兼務役員の使用人分給与や役員退職給与は損金として認められる。
役員には「みなし役員」が含まれるが、「使用人兼務役員になれない役員」は使用人兼務役員から除かれる。
寄附金の損金不算入（法人税法37条）
税務上の寄附とは、無償で金銭を交付したり、時価よりも安く資産を譲渡したりすること。
通常、営利企業は利益獲得を目的とすることから、寄附は一般的に経費性が乏しく多分に利益処分的な性質があるとされる。このため寄付は、会計上は費用とされるとしても、税務上は限度額をオーバーする金額は損金の額に算入されない（課税所得にプラスする）。
交際費等の損金不算入（租税特別措置法61条の4）
原則、税務上は会社の接待費を損金の額に算入しない。
戦後・高度経済成長期に飲食・遊興を行う社用族が流行ったが、交際費は冗費としてこれを戒める政策目的から制定された。

### 留保金課税
特定同族会社においては基本の法人税額に追加して、留保金に対しても課税される。詳細は留保金課税を参照。

### 組織再編税制
組織再編があった場合に一定の要件を満たしたときに、例外として簿価での移転があったものとして、資産の移転に伴う譲渡損益を生じさせないよう調整させる規定。例えば、適格合併、適格分割、適格現物出資、適格現物分配、適格株式交換、適格株式移転などがある。

### グループ法人税制
完全支配関係がある内国法人間での譲渡取引、法人による完全支配関係がある内国法人間での寄付金、受贈益など、一定の場合に税務調整が必要となる。

## 収益事業と非収益事業
法人税法施行令第五条では、以下を収益事業と定めており、一部の公益法人の非収益事業は剰余金配当と残余財産分配（みなし配当）が一切出来ないため、それに伴う税務がある。
- 物品販売業
- 不動産販売業
- 金銭貸付業
- 物品貸付業
- 不動産貸付業
- 製造業
- 通信業
- 運送業
- 倉庫業
- 請負業
- 印刷業
- 出版業
- 写真業
- 席貸業
- 旅館業
- 料理飲食業
- 周旋業
- 代理業
- 仲立業
- 問屋業
- 鉱業
- 土石採取業
- 浴場業
- 理容業
- 美容業
- 興行業
- 遊技所
- 遊覧所業
- 医療保健業
- 技芸・学力教授業
- 駐車場業
- 信用保証業
- 無体財産権の提供業

公益法人等及び人格のない社団等は、収益事業から生ずる所得に関する経理と収益事業以外の事業から生ずる所得に関する経理とを区分して行わなければならない(施行令第六条)。